# Religia w Kanadzie
Religie w Kanadzie (ARDA, 2015)
     Katolicyzm (34.7%)
     Protestantyzm (19.0%)
     Inne kościoły chrześcijańskie (3.6%)
     Niezrzeszeni (25.8%)
     Islam (3.6%)
     Inne religie (7.5%)
     Nieznane (5.9%)

Odsetek Kanadyjczyków identyfikujących się jako chrześcijanie według prowincji lub terytorium

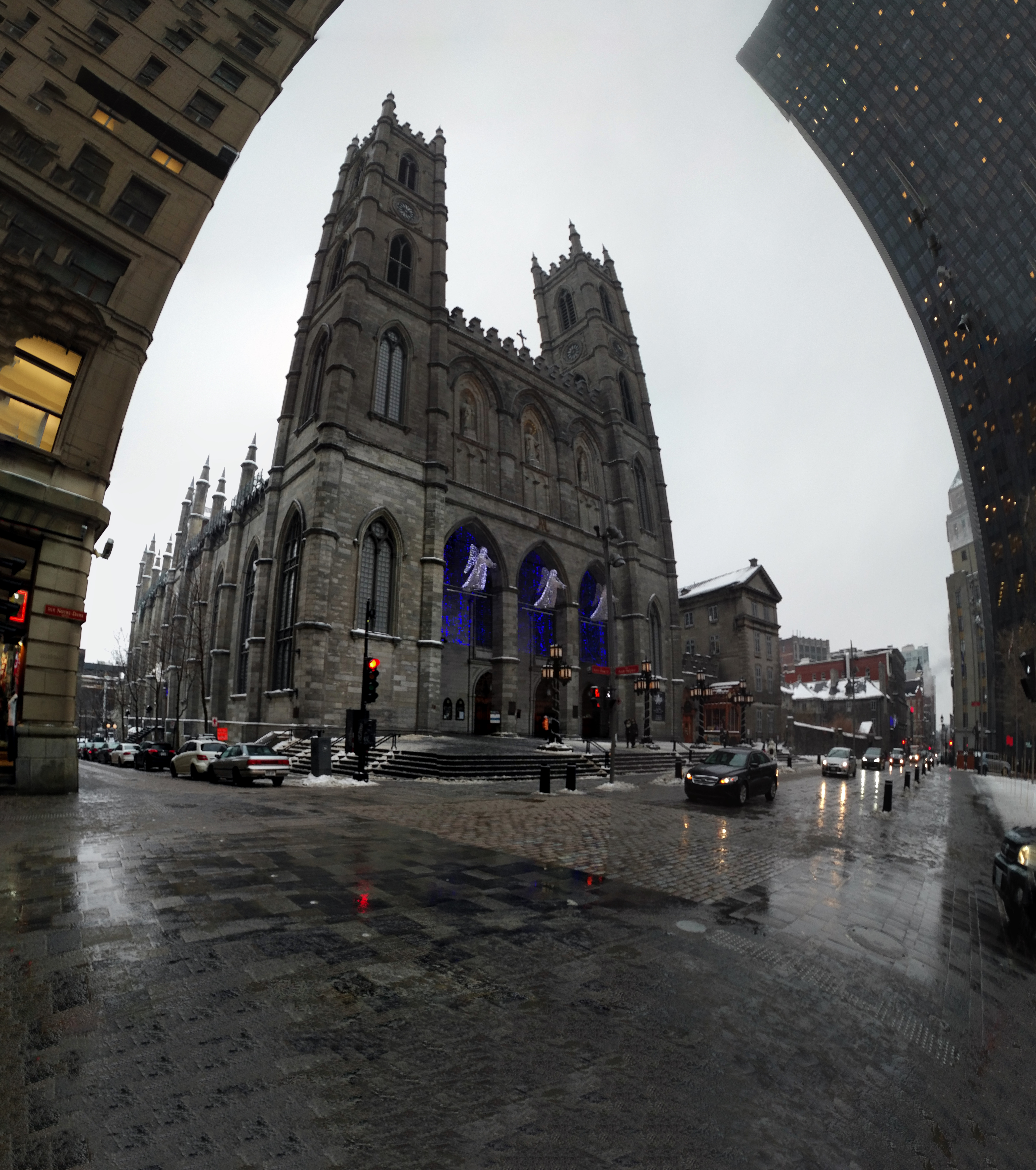
Bazylika Notre-Dame w Montrealu

Religia w Kanadzie obejmuje szeroki wachlarz grup i przekonań. Według spisu z 2011 roku największą religią wyznawaną przez większość społeczeństwa jest chrześcijaństwo (67,3%). Członkami innych wspólnot religijnych jest 8,8% ludności, a 23,9% ludności nie należy do żadnej wspólnoty religijnej. Od lat 60. XX wieku rozwija się sekularyzacja. Do ważniejszych mniejszości religijnych w Kanadzie należą: muzułmanie, hinduiści, sikhowie, buddyści i żydzi.
W ostatnich latach widoczny jest gwałtowny wzrost liczby osób bez przynależności religijnej, jak i mniejszości religijnych.
Według badań Angus Reid Institute z 2017 roku 21% Kanadyjczyków zostało uznanych za zaangażowanych religijnie. 30% za wierzących prywatnie, 30% stanowili niepewni duchowo, a pozostałe 19% uważało się za niewierzących.
Przed przybyciem Europejczyków Indianie kanadyjscy kierowali się szeroką gamą religii i duchowości głównie o charakterze animistycznym, z silnym plemiennym szacunkiem dla duchów i natury.

## Wolność wyznania
Kanada nie ma oficjalnej religii, a poparcie dla pluralizmu religijnego i wolności wyznania jest ważną częścią kanadyjskiej kultury politycznej. Kanadyjska Karta Praw i Swobód odnosi się do Boga, gwarantuje wolność religii, sumienia, a także zgromadzeń. Monarcha Kanady nosi tytuł „Obrońcy Wiary”.
Prawo nie wymaga rejestracji grup religijnych, ale rząd przyznaje status zwolnienia podatkowego dla grup religijnych które są zarejestrowane. W ostatnich latach odnotowano w Kanadzie wzrost nastrojów anty-muzułmańskich i anty-semickich (w tym akty wandalizmu i przemocy fizycznej).

## Chrześcijaństwo
Pierwsi Europejczycy którzy osiedlili się w dużej liczbie byli francuskimi katolikami obrządku łacińskiego, w tym wielu jezuitów założyło kilka misji w Ameryce Północnej. Pierwsze duże wspólnoty protestanckie powstały w prowincjach morskich po ich przejęciu przez Brytyjczyków. Nie będąc w stanie przekonać wystarczającej liczby brytyjskich obywatelów do migracji, rząd postanowił sprowadzić protestantów kontynentalnych z Niemiec i Szwajcarii, aby zaludnić region i zrównoważyć z katolickimi Akadyjczykami.
Według statystyk dostarczonych przez Statistics Canada protestanci posiadali niewielką przewagę liczebną nad katolikami w latach 1871–1961. Do 1961 r. rzymskokatolicy wyprzedzili liczebnie protestantów, chociaż nigdy w przeciwieństwie do protestantów nie osiągnęli więcej jak połowę populacji.
Największa protestancka denominacja w kraju Zjednoczony Kościół Kanady, stał się jednym z najbardziej liberalnych kościołów protestanckich na świecie. Jednak członkostwo w Kościele Zjednoczonym gwałtownie spadło, gdy potwierdził zaangażowanie w sprawie wyświęcenia kobiet, oraz na rzecz praw społeczności LGBT (w tym małżeństw i święceń).
Obecnie Kościół katolicki jest największą organizacją religijną w Kanadzie (38,7%, 2011), posiadającą około 7 tysięcy księży w 72 diecezjach. Katolicy stanowią największy odsetek populacji w prowincjach: Quebec (74,5%), Nowy Brunszwik (49,7%) i Wyspa Księcia Edwarda (42,9%).
Nurt kościołów protestanckich obejmuje EUC (6,1%), anglikan (5%), baptystów (1,9%), kalwinów (1,8%), zielonoświątkowców (1,5%), luteran (1,5%), mennonitów (0,5%) i wiele mniejszych grup. W Kanadzie znajduje się około 35 megakościołów.
Prawosławie przybyło na kontynent amerykański wraz z imigrantami ze Związku Radzieckiego, Bloku Wschodniego, Grecji i innych krajów w XX wieku. Liczbę chrześcijan ortodoksyjnych szacuje się na 550 tysięcy (1,7%) z największą grupą greckiego prawosławia.
Działają tutaj także religie chrześcijańskie jak świadkowie Jehowy (0,4%), czy mormoni (0,3%).

## Islam

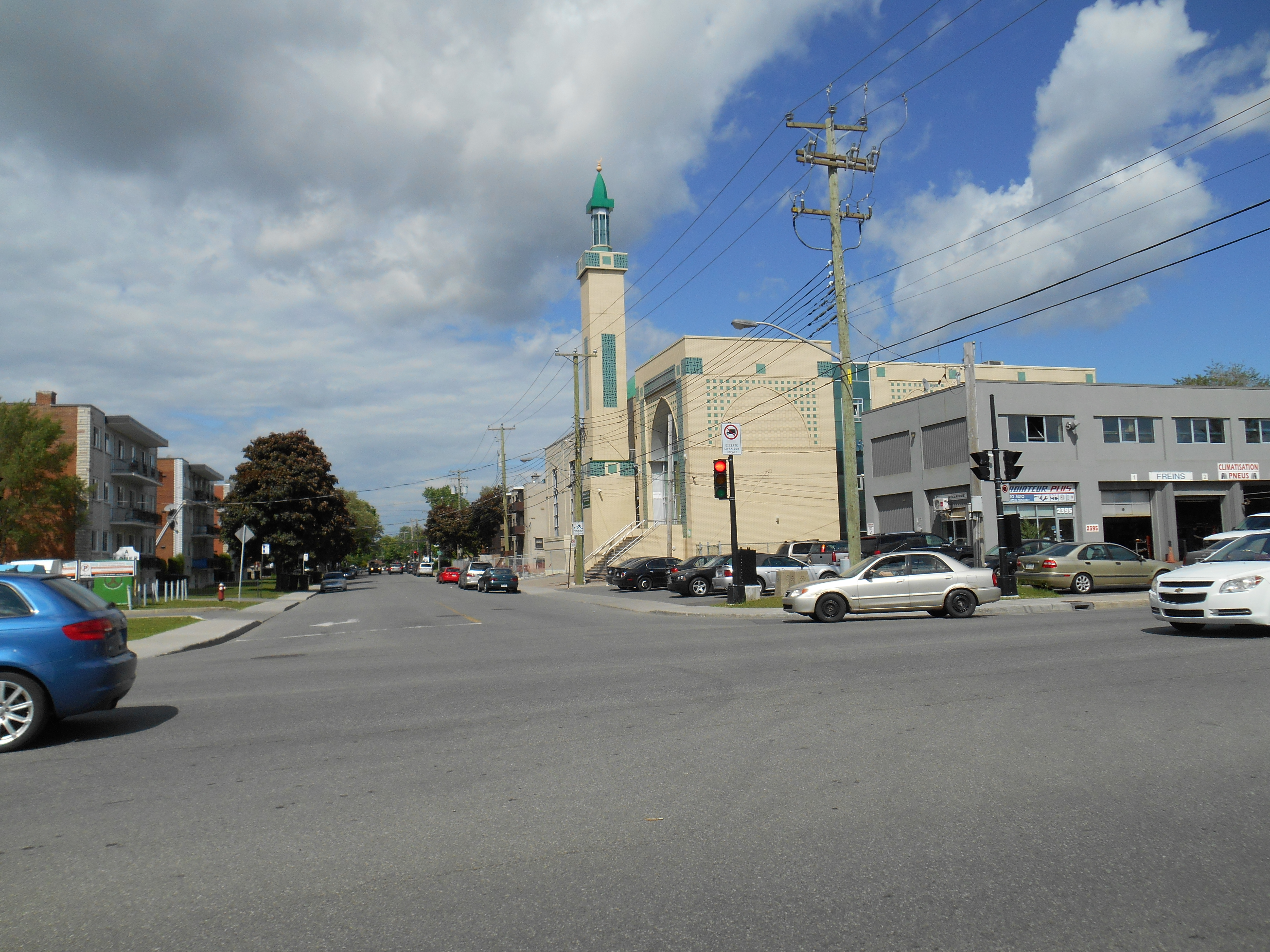
Centrum muzułmańskie w Montrealu, dzielnicy Saint-Laurent

Według spisu z 2011 roku islam wyznawany przez ponad 1 milion wiernych (3,2%) stanowi największą niechrześcijańską mniejszość religijną w Kanadzie. Zdecydowaną większość, bo aż 720 tys. wiernych stanowili imigranci. Głównymi obszarami pochodzenia muzułmańskich migrantów były: kraje azjatyckie (Pakistan, Iran, Indie, Irak, Bangladesz i Afganistan) i Afryka Północna (Maroko, Algieria i Egipt).
Większość kanadyjskiej populacji muzułmańskiej podąża za islamem sunnickim, podczas gdy znaczna mniejszość przylega do szyizmu.
Większość kanadyjskich muzułmanów mieszka w prowincjach Ontario i Quebec. Według National Household Survey z 2011 r. w obszarze metropolitalnym Toronto mieszkało 424.925 muzułmanów, co stanowiło 7,7% całkowitej populacji metropolii.

## Statystyki

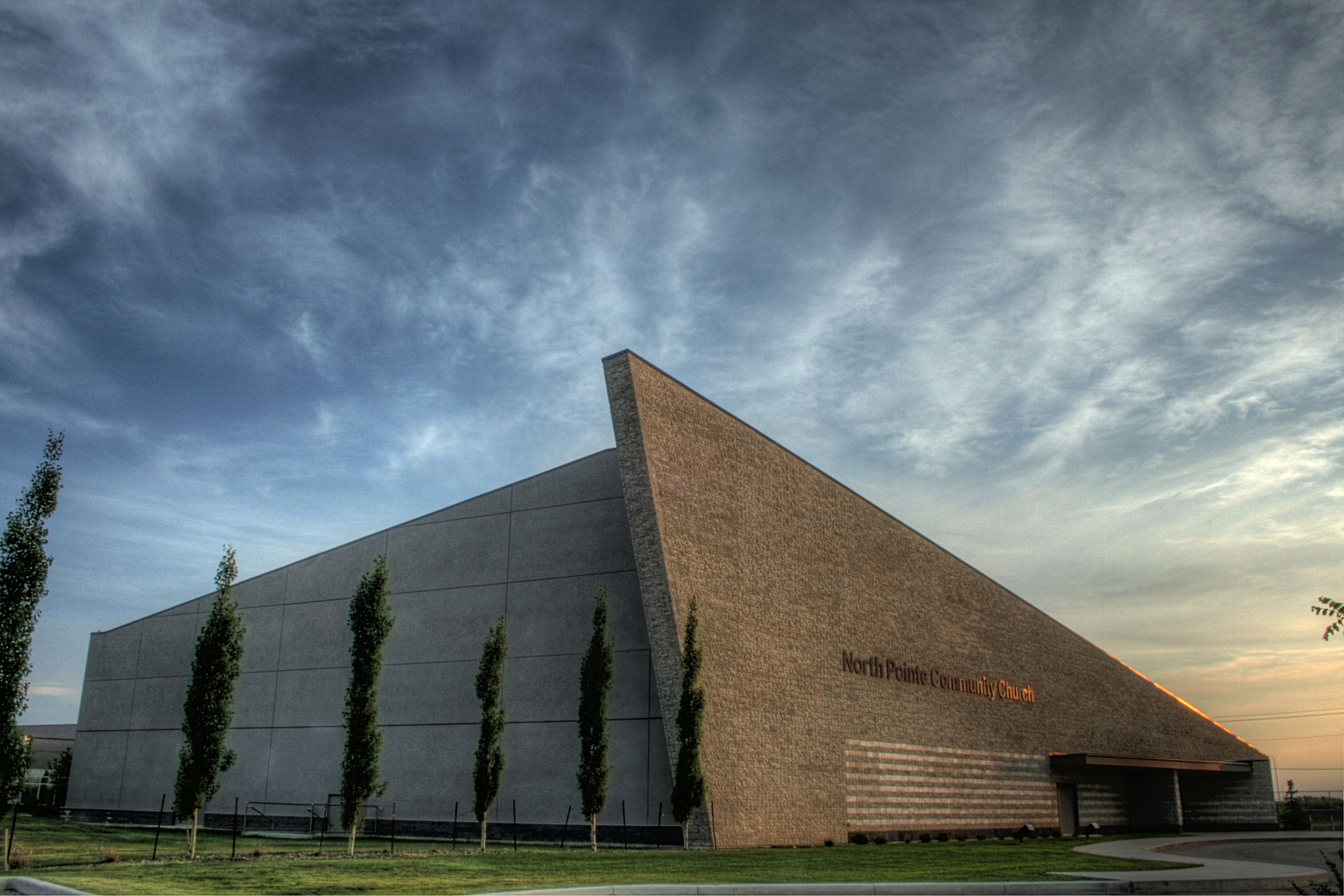
Kościół zielonoświątkowy North Pointe Community Church w Edmonton

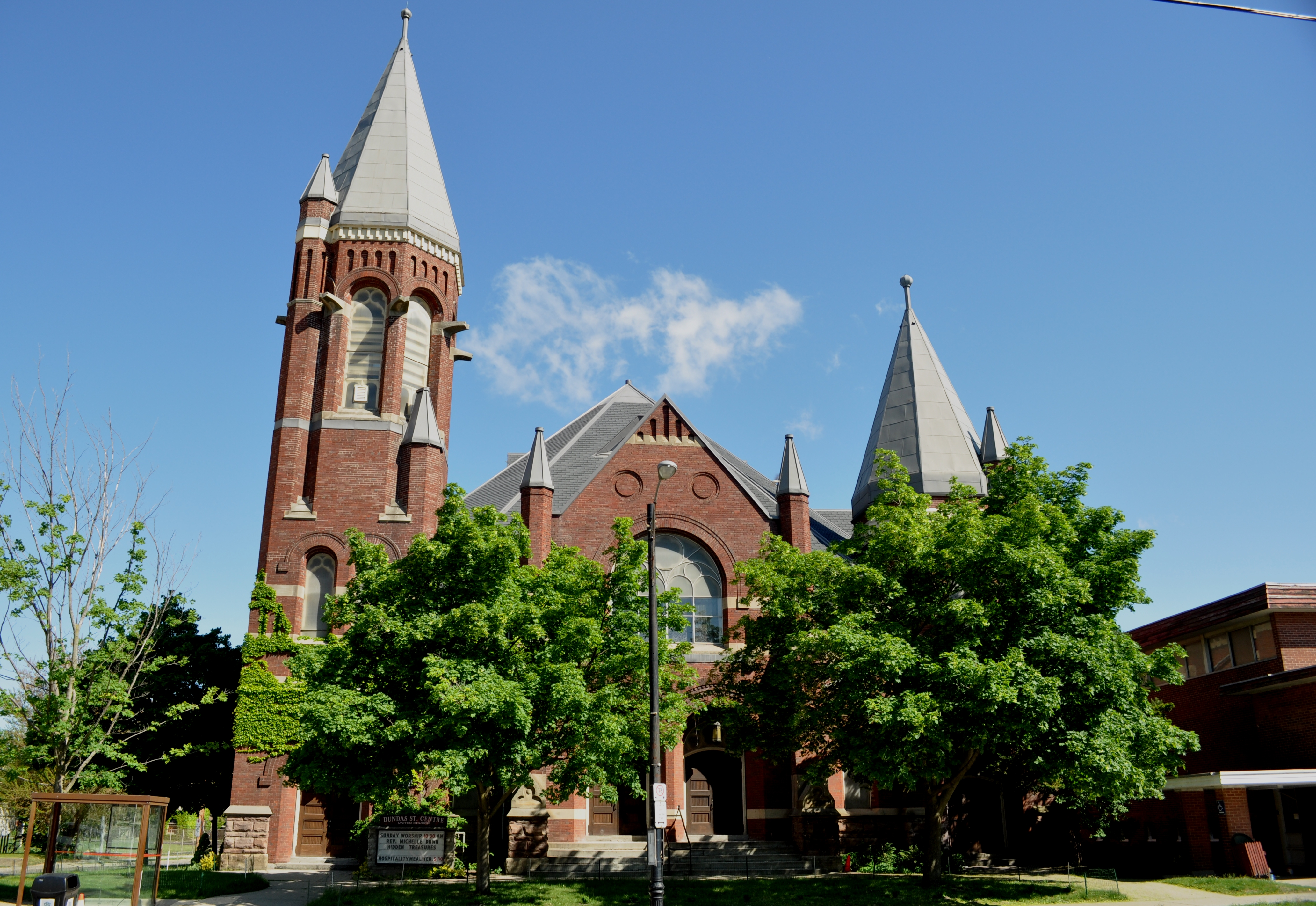
Zjednoczony Kościół Kanady w London (Ontario)

Dane według Spisu Powszechnego w 2011 roku:
| Religie/kościoły                  | Liczba osób | Procent ludności |
| --------------------------------- | ----------- | ---------------- |
| Kościół rzymskokatolicki          | 12 728 885  | 38,7%            |
| Zjednoczony Kościół Kanady        | 2 007 610   | 6,11%            |
| Anglikanie                        | 1 631 845   | 4,97%            |
| Muzułmanie                        | 1 053 945   | 3,21%            |
| Baptyści                          | 635 840     | 1,94%            |
| Kalwini                           | 577 725     | 1,76%            |
| Prawosławni                       | 550 690     | 1,68%            |
| Hinduiści                         | 497 960     | 1,52%            |
| Zielonoświątkowcy                 | 487 580     | 1,48%            |
| Luteranie                         | 478 185     | 1,46%            |
| Sikhowie                          | 454 965     | 1,38%            |
| Buddyści                          | 366 830     | 1,12%            |
| Żydzi                             | 329 500     | 1,0%             |
| Mennonici                         | 175 880     | 0,54%            |
| Świadkowie Jehowy                 | 137 775     | 0,42%            |
| Mormoni                           | 108 665     | 0,33%            |
| Armia Zbawienia                   | 70 955      | 0,22%            |
| Adwentyści dnia siódmego          | 66 940      | 0,2%             |
| Religie Indian                    | 64 940      | 0,2%             |
| Metodyści                         | 55 620      | 0,17%            |
| Ukraiński Kościół Greckokatolicki | 51 790      | 0,16%            |
| Chrześcijański i Misyjny Sojusz   | 50 725      | 0,15%            |